# Os 100 Livros Que Mais Influenciaram a Humanidade
Os 100 livros que mais influenciaram a humanidade: a história do pensamento dos tempos antigos à atualidade (em inglês: The 100 Most Influential Books Ever Written: The History of Thought from Ancient Times to Today) é um livro publicado em 1998 do poeta, crítico e biógrafo britânico Martin Seymour-Smith (1928-1998).
Na introdução do livro o autor diz que não fez uma lista dos textos mais famosos, mais emocionantes ou as melhores obras-primas escritas, mas uma seleção de textos do que ele julga ser os textos que mais influenciaram as atitudes das pessoas.
Martin Seymour-Smith classifica os livros em ordem aproximadamente cronológica sem indicar o grau de influência de cada um.

## Lista cronológica
Os cem livros mais influentes segundo Seymour-Smith, listados numa ordem aproximadamente cronológica.
| N°  | Autor | Título | Tema | Idioma Original                           | País | Data                               |
| --- | --- | --- | --- | ----------------------------------------- | --- | ---------------------------------- |
| 1   | Varios autores; Texto clássico chinês | Livro das Mutações (em chinês tradicional: 易經, Yìjīng)                                                                                        | Adivinhação Cosmologia                                                                                              | Chinês antigo                             | China Antiga (Dinastia Zhou) | final do século XII a.C.           |
| 2   | Varios autores; Compilação de livros clássicos hebraicos (Judaísmo) | Tanaque (em hebraico: תַּנַ"ךְ, Tanakh), chamado de Antigo Testamento pelos cristãos                                                                | Religião | Hebraico bíblico Aramaico                 | Reino Unificado de Israel e Judá Reino de Israel Reino de Judá Império Neoassírio Império Neobabilônico Império Aquemênida (Pérsia) | Século X a.C. – Século IV a.C.     |
| 3   | Homero | Ilíada (em grego antigo: Ἰλιάς, Iliás) e Odisseia (em grego antigo:: Οδύσσεια, Odýsseia)                                                        | Poesia épica | Grego antigo                              | Grécia Antiga (cidade-estado não especificada)                                                                                      | Século VIII a.C. – Século VII a.C. |
| 4   | Varios autores; Compilação de livros clássicos indianos (Hinduísmo) | Upanixades (em sânscrito: उपनिषद्) | Religião | Sânscrito                                 | Norte da Índia Antiga, dividida em vários Mahajanapadas (grandes reinos e repúblicas)                                               | Século VII a.C.                    |
| 5   | Varios autores, entre estes Zaratustra; Texto clássico persa (Zoroastrismo) | Avestá (persa moderno: اوستا, Avesta) | Religião | Avéstico                                  | Império Medo Império Aquemênida (Pérsia)                                                                                            | Século VI a.C.                     |
| 6   | Lao Zi | Livro do Caminho e da Virtude (em chinês tradicional: 道德經, Tao Te Ching)                                                                     | Filosofia | Chinês antigo                             | Reino de Chu (China Antiga) | Século VI a.C.-Século V a.C.       |
| 7   | Confúcio | Analectos (chinês tradicional: 論語, Lún Yǔ) | Filosofia | Chinês antigo                             | Estado de Lu (China Antiga) | Século V a.C. – Século IV a.C.     |
| 8   | Tucídides | História da Guerra do Peloponeso (grego: Ιστορία του Πελοποννησιακού Πολέμου Istoría tou Peloponnisiakoú Polémou)                               | História | Grego antigo                              | Atenas (Grécia Antiga) | Século V a.C.                      |
| 9   | Vários autores, sendo um deles Hipócrates, que dá o nome à coleção. | Corpus Hippocraticum (título em latim da compilação de livros, tendo os originais sido publicados em grego; significa "Corpo Hipocrático")      | Medicina | Grego antigo                              | Grécia Antiga (dividida em cidade-estados)                                                                                          | 400 a.C.                           |
| 10  | Aristóteles (compilação de livros do autor) | Corpus aristotelicum (título em latim da compilação de livros, tendo os originais sido publicados em grego; significa "Corpo Aristótelico")     | Filosofia Natural (Física e Biologia) Alquimia (Química) Metafísica Lógica Poética Política Retórica Ética Economia | Grego antigo                              | Atenas (Grécia Antiga) | Século IV a.C.                     |
| 11  | Heródoto | Histórias (grego antigo: Ἱστορίαι, Historiai)                                                                                                   | História | Grego antigo                              | Halicarnasso (Grécia Antiga) | Século V a.C.                      |
| 12  | Platão | A República (grego antigo: Πολιτεία, Politeía)                                                                                                  | Filosofia política                                                                                                  | Grego antigo                              | Atenas (Grécia Antiga) | 380 a.C.                           |
| 13  | Euclides | Os Elementos (grego koiné: Στοιχεῖα, Stoicheía)                                                                                                 | Matemática | Grego koiné                               | Reino Ptolemaico (Antigo Egito) | 280 a.C.                           |
| 14  | Vários autores; Coleção de livros clássicos do Budismo Teravada. Segundo a tradição, os versos do livro foram ditados por Sidarta Gautama a seus seguidores, que os preservaram oralmente) | Caminho do Darma (em páli: धर्मपदम, Dharmapada)                                                                                                  | Religião | Páli                                      | Índia Antiga, dividida em vários Mahajanapadas (grandes reinos e repúblicas)                                                        | 252 a.C.                           |
| 15  | Lucrécio | De rerum natura (título em latim que significa: Sobre a natureza das coisas)                                                                    | Didatismo | Latim clássico                            | República Romana | 55 a.C.                            |
| 16  | Virgílio | Eneida (em latim: Æneis) | Poesia épica | Latim clássico                            | Império Romano | 19 a.C.                            |
| 17  | Fílon de Alexandria | Legum Allegoriæ (título em latim que significa: Alegorias das leis; os originais foram publicados em grego)                                     | Filosofia da religião                                                                                               | Grego koiné                               | Império Romano | Século I                           |
| 18  | Vários autores; Compilação de livros clássicos cristãos (escritos em grego) | Novo Testamento (grego koiné:Νέα Διαθήκη, Néa Diathíki)                                                                                         | Religião | Grego koiné                               | Império Romano | cerca de 50–100                    |
| 19  | Plutarco | Vidas Paralelas (grego koiné: Βίοι Παράλληλοι, Bioi parallēlloi)                                                                                | Biografias | Grego koiné                               | Império Romano | 120                                |
| 20  | Tácito | Anais (em latim: Annales) | História | Latim clássico                            | Império Romano | 120                                |
| 21  | Valentino | Evangelho da Verdade (em copta: ⲡⲉⲩⲁⲅⲅⲉⲗⲓⲟⲛ ⲛ̄ⲧⲙⲏⲉ, P-Euaggelion N-Tmêe)                                                                         | Religião Filosofia (é um livro apócrifo)                                                                            | Copta                                     | Império Romano | Século II                          |
| 22  | Marco Aurélio | Meditações (grego koiné:Τὰ εἰς ἑαυτόν, Tà eis heautón)                                                                                          | Filosofia | Grego koiné                               | Império Romano | 167                                |
| 23  | Sexto Empírico | Esboços Pirronianos (grego: Πυῤῥώνειοι ὑποτύπωσεις, Pyrrhōneioi hypotypōseis)                                                                   | Filosofia | Grego koiné                               | Império Romano | 150–210                            |
| 24  | Plotino | Enéadas (em grego koiné: Ἐννεάδες) | Filosofia | Grego koiné                               | Império Romano | Século III                         |
| 25  | Agostinho de Hipona | Confissões (em latim: Confessionum libri XIII)                                                                                                  | Autobiografia Teologia                                                                                              | Latim tardio                              | Império Romano | 400                                |
| 26  | Vários autores; Maomé por ser supostamente analfabeto recitou o livro para seus seguidores.                                                                                                | Alcorão (árabe:القرآن, al-Qurʾān) | Religião | Árabe clássico                            | Califado Ortodoxo | Século VII                         |
| 27  | Maimônides | Guia dos Perplexos (em hebraico: -מורה נבוכים Moreh Nevukhim)                                                                                   | Filosofia | Hebraico Medieval (Língua morta na época) | Sultanato Aiúbida do Egito (o autor nasceu no Emirado Almorávida, na atual Espanha)                                                 | 1190                               |
| 28  | Moisés de Leão (reivindicava ter encontrado escritos de Shimon bar Yochai) | Zohar (hebraico: זֹהַר‎, Zōhar; literalmente: "Esplendor" ou "Radiante")                                                                           | Misticismo judaico (Cabala)                                                                                         | Hebraico Medieval                         | Reino de Leão (Espanha Medieval) | Século XIII                        |
| 29  | Tomás de Aquino | Suma Teológica (em latim: Summa Theologiae) | Teologia | Latim medieval (língua morta na época)    | Estados Papais e França (o autor nasceu no Reino da Sicília, na atual Itália)                                                       | 1266–1273                          |
| 30  | Dante Alighieri | Divina Comédia (em italiano: Divina Commedia)                                                                                                   | Poesia épica | Italiano (Língua neolatina)               | República Florentina (Itália Renascentista)                                                                                         | 1321                               |
| 31  | Erasmo de Roterdão | Elogio da Loucura (Stultitiæ Laus) | Filosofia Sátira | Neolatim (Língua morta na época)          | Países Baixos Burgúndios (união pessoal de feudos franceses e imperiais)                                                            | 1509                               |
| 32  | Nicolau Maquiavel | O Príncipe (Il Principe) | Ciência política | Italiano                                  | República Florentina (Itália Renascentista)                                                                                         | 1532                               |
| 33  | Martinho Lutero | Do Cativeiro Babilônico da Igreja (De captivitate babylonica ecclesiae)                                                                         | Teologia | Neolatim (Língua morta)                   | Sacro Império Romano Germânico (Alemanha)                                                                                           | 1520                               |
| 34  | François Rabelais | Gargantua e Pantagruel (La vie de Gargantua et de Pantagruel)                                                                                   | Sátira | Francês médio (Língua neolatina)          | Reino da França | 1534 e 1532                        |
| 35  | João Calvino | Institutas da Religião Cristã (Institutio christianae religionis)                                                                               | Teologia | Neolatim (língua morta na época)          | Reino da França Sacro Império Romano Germânico (Suiça)                                                                              | 1536                               |
| 36  | Nicolau Copérnico | Das revoluções das esferas celestes (De revolutionibus orbium coelestium)                                                                       | Astronomia | Neolatim                                  | Reino da Polónia | 1543                               |
| 37  | Michel de Montaigne | Ensaios (Essais) | Ensaios sobre assuntos diversos (medicina, filosofia, etc)                                                          | Francês médio                             | Reino da França | 1580                               |
| 38  | Miguel de Cervantes | Dom Quixote (El ingenioso hidalgo don Quijote de la Mancha)                                                                                     | Ficção (Aventura)                                                                                                   | Espanhol (língua neolatina)               | Coroa de Castela (Espanha) | 1605 e 1615                        |
| 39  | Johannes Kepler | Harmonices Mundi (título em latim que significa Harmonia do Mundo)                                                                              | Astronomia Música                                                                                                   | Neolatim                                  | Sacro Império Romano Germânico (Alemanha)                                                                                           | 1619                               |
| 40  | Francis Bacon | Novum Organum Scientiarum (título em latim que significa Novo Instrumento da Ciência)                                                           | Filosofia Ciência                                                                                                   | Neolatim                                  | Reino da Inglaterra | 1620                               |
| 41  | William Shakespeare (compilação de obras do autor) | First Folio (Mr. William Shakespeares Comedies, Histories, & Tragedies)                                                                         | Comédias, Tragédias e Dramas                                                                                        | Inglês                                    | Reino da Inglaterra | 1623                               |
| 42  | Galileo Galilei | Diálogo sobre os Dois Principais Sistemas do Mundo (Dialogo sopra i due massimi sistemi del mondo)                                              | Astronomia | Italiano                                  | Grão-Ducado da Toscana (Itália) | 1632                               |
| 43  | René Descartes | Discurso sobre o Método (Discours de la méthode)                                                                                                | Matemática Filosofia                                                                                                | Francês moderno                           | Reino da França | 1637                               |
| 44  | Thomas Hobbes | Leviatã (Leviathan) | Filosofia | Inglês                                    | Reino da Inglaterra | 1651                               |
| 45  | Gottfried Wilhelm von Leibniz | Obras completas do autor | Matemática | Neolatim Francês Alemão                   | Sacro Império Romano-Germânico (Alemanha)                                                                                           | 1663–1716                          |
| 46  | Blaise Pascal | Pensamentos (Pensées) | Filosofia | Francês                                   | Reino da França | 1670                               |
| 47  | Baruch Spinoza | Ética (Ethica more geometrico demonstrata) | Filosofia | Neolatim                                  | República Holandesa | 1677                               |
| 48  | John Bunyan | O Peregrino (The Pilgrim's Progress from This World to That Which Is to Come)                                                                   | Alegoria religiosa                                                                                                  | Inglês                                    | Reino da Inglaterra | 1678–1684                          |
| 49  | Isaac Newton | Princípios Matemáticos da Filosofia Natural (Philosophiae Naturalis Principia Mathematica)                                                      | Filosofia Natural (Física) Matemática                                                                               | Neolatim                                  | Reino da Inglaterra | 1687                               |
| 50  | John Locke | Ensaio acerca do Entendimento Humano (An Essay Concerning Human Understanding)                                                                  | Filosofia política                                                                                                  | Inglês                                    | Reino da Inglaterra | 1689                               |
| 51  | George Berkeley | Tratado sobre os princípios do conhecimento humano (Treatise concerning the Principles of Human Knowlege)                                       | Filosofia | Inglês                                    | Reino da Irlanda | 1710, modificado em 1734           |
| 52  | Giambattista Vico | A ciência nova (Principi di Scienza Nuova d'intorno alla Comune Natura delle Nazioni)                                                           | Filosofia da história                                                                                               | Italiano                                  | Reino de Nápoles (Itália) | 1725, modificado em 1744           |
| 53  | David Hume | Tratado da Natureza Humana (A Treatise of Human Nature: Being an Attempt to introduce the experimental Method of Reasoning into Moral Subjects) | Filosofia | Inglês                                    | Reino da Grã-Bretanha | 1739–1740                          |
| 54  | Denis Diderot | Encyclopédie | Enciclopédia | Francês                                   | Reino da França | 1751–1772                          |
| 55  | Samuel Johnson | Um Dicionário da Língua Inglesa (A Dictionary of the English Language)                                                                          | Dicionário | Inglês                                    | Reino da Grã-Bretanha | 1755                               |
| 56  | Voltaire | Cândido, ou O Otimismo (Candide, ou l'Optimisme)                                                                                                | Conto filosófico | Francês                                   | Reino da França | 1759                               |
| 57  | Thomas Paine | Senso comune (Common Sense) | Panfleto político                                                                                                   | Inglês                                    | Estados Unidos da América (autor era um imigrante britânico)                                                                        | 1776                               |
| 58  | Adam Smith | A Riqueza das Nações (An Inquiry into the Nature and Causes of the Wealth of Nations)                                                           | Economia Filosofia                                                                                                  | Inglês                                    | Reino da Grã-Bretanha | 1776                               |
| 59  | Edward Gibbon | A História do Declínio e Queda do Império Romano (The History of the Decline and Fall of the Roman Empire)                                      | História | Inglês                                    | Reino da Grã-Bretanha | 1776–1787                          |
| 60  | Immanuel Kant | Crítica da Razão Pura (Kritik der reinen Vernunft)                                                                                              | Filosofia | Alemão                                    | Sacro Império Romano-Germânico (Alemanha)                                                                                           | 1781, modificado em 1787           |
| 61  | Jean-Jacques Rousseau | As Confissões (Les Confessions) | Autobiografia | Francês                                   | República de Genebra (Suiça) | 1781                               |
| 62  | Edmund Burke | Reflexões sobre a Revolução na França (Reflections on the Revolution in France)                                                                 | Política | Inglês                                    | Reino da Grã-Bretanha | 1790                               |
| 63  | Mary Wollstonecraft | Uma Reivindicação pelos Direitos da Mulher (A Vindication of the Rights of Woman)                                                               | Filosofia feminista                                                                                                 | Inglês                                    | Reino da Grã-Bretanha | 1792                               |
| 64  | William Godwin | Enquiry Concerning Political Justice (tradução livre: Inquérito acerca da justiça política)                                                     | Filosofia política                                                                                                  | Inglês                                    | Reino da Grã-Bretanha | 1793                               |
| 65  | Thomas Robert Malthus | Um Ensaio sobre o Princípio da População (An Essay on the Principle of Population)                                                              | Demografia | Inglês                                    | Reino da Grã-Bretanha | 1798, modificado 1803              |
| 66  | Georg Wilhelm Friedrich Hegel | Fenomenologia do Espírito (Phänomenologie des Geistes)                                                                                          | Filosofia | Alemão                                    | Confederação do Reno (Alemanha) | 1807                               |
| 67  | Arthur Schopenhauer | O Mundo como Vontade e Representação (Die Welt als Wille und Vorstellung)                                                                       | Filosofia | Alemão                                    | Confederação Germânica (Alemanha)                                                                                                   | 1819                               |
| 68  | Auguste Comte | Curso de filosofia positiva (Cours de philosophie positive)                                                                                     | Filosofia | Francês                                   | Reino da França | 1830–1842                          |
| 69  | Carl von Clausewitz | Da Guerra (Vom Kriege) | Estratégia militar                                                                                                  | Alemão                                    | Confederação Germânica (Alemanha)                                                                                                   | 1832                               |
| 70  | Søren Kierkegaard | Ou isso, ou aquilo (Enten - Eller) | Romance filosófico                                                                                                  | Dinamarquês                               | Reino da Dinamarca | 1843                               |
| 71  | Karl Marx e Friedrich Engels | Manifesto do Partido Comunista (Manifest der Kommunistischen Partei)                                                                            | Política | Alemão                                    | Reino Unido (os autores nasceram na Confederação Germânica, atual Alemanha)                                                         | 1848                               |
| 72  | Henry David Thoreau | A Desobediência Civil (Civil Disobedience) | Filosofia política                                                                                                  | Inglês                                    | Estados Unidos da América | 1849                               |
| 73  | Charles Darwin | A Origem das Espécies (On the Origin of Species by Means of Natural Selection, or the Preservation of Favoured Races in the Struggle for Life)  | Biologia | Inglês                                    | Reino Unido | 1859                               |
| 74  | John Stuart Mill | A Liberdade (On Liberty) | Filosofia | Inglês                                    | Reino Unido | 1859                               |
| 75  | Herbert Spencer | Primeiros Princípios (First Principles) | Filosofia Sociologia                                                                                                | Inglês                                    | Reino Unido | 1862                               |
| 76  | Gregor Mendel | Versuche über Pflanzen-Hybriden (tradução livre:Experimentos na hibridização de plantas)                                                        | Biologia | Alemão                                    | Império Austríaco | 1866                               |
| 77  | Liev Tolstói | Guerra e Paz (Война и миръ) | Romance histórico                                                                                                   | Russo                                     | Império Russo | 1868–1869                          |
| 78  | James Clerk Maxwell | Tratado sobre Electricidade e Magnetismo (Treatise on Electricity and Magnetism)                                                                | Física | Inglês                                    | Reino Unido | 1873                               |
| 79  | Friedrich Nietzsche | Assim Falou Zaratustra (Also sprach Zarathustra. Ein Buch für Alle und Keinen)                                                                  | Filosofia | Alemão                                    | Império Alemão | 1883–1885                          |
| 80  | Sigmund Freud | A Interpretação dos Sonhos (Die Traumdeutung)                                                                                                   | Psicologia | Alemão                                    | Áustria-Hungria | 1900                               |
| 81  | William James | Pragmatismo (Pragmatism: A New Name for Some Old Ways of Thinking)                                                                              | Filosofia | Inglês                                    | Estados Unidos da América | 1908                               |
| 82  | Albert Einstein | Teoria da Relatividade Geral (Allgemeine Relativitätstheorie)                                                                                   | Física | Alemão                                    | Império Alemão | 1916                               |
| 83  | Vilfredo Pareto | Tratado de Sociologia Geral (Trattato di Sociologia Generale)                                                                                   | Sociologia | Italiano                                  | Reino da Itália | 1916                               |
| 84  | Carl Gustav Jung | Tipos Psicológicos (Psychologische Typen) | Psicologia | Alemão                                    | Suiça | 1921                               |
| 85  | Martin Buber | Eu e Tu (Ich und Du) | Filosofia | Alemão                                    | Áustria | 1923                               |
| 86  | Franz Kafka | O Processo (Der Prozess) | Romance | Alemão                                    | Áustria | 1925                               |
| 87  | Karl Popper | Lógica da descoberta científica (Logik der Forschung)                                                                                           | Filosofia | Alemão                                    | Áustria | 1934                               |
| 88  | John Maynard Keynes | A Teoria Geral do Emprego, do Juro e da Moeda (The General Theory of Employment, Interest and Money)                                            | Economia | Inglês                                    | Reino Unido | 1936                               |
| 89  | Jean-Paul Sartre | O Ser e o Nada (L'Être et le néant: Essai d'ontologie phénoménologique)                                                                         | Filosofia | Francês                                   | República Francesa | 1943                               |
| 90  | Friedrich von Hayek | O Caminho da Servidão (The Road to Serfdom) | Política | Inglês                                    | Reino Unido (autor nasceu na Áustria)                                                                                               | 1944                               |
| 91  | Simone de Beauvoir | O Segundo Sexo (Le Deuxième Sexe) | Filosofia feminista                                                                                                 | Francês                                   | França | 1948                               |
| 92  | Norbert Wiener | Cibernética: ou controle e comunicação no animal e na máquina (Cybernetics: Or Control and Communication in the Animal and the Machine)         | Cibernética | Inglês                                    | Estados Unidos | 1948, modificado 1961              |
| 93  | George Orwell | Mil Novecentos e Oitenta e Quatro (Nineteen Eighty-Four)                                                                                        | Sátira Fábula Alegoria                                                                                              | Inglês                                    | Reino Unido | 1949                               |
| 94  | George Ivanovich Gurdjieff | Relatos de Belzebu a seu Neto (Рассказы Вельзевула своему внуку)                                                                                | Filosofia Misticismo                                                                                                | Russo ou Armênio                          | União Soviética | 1950                               |
| 95  | Ludwig Wittgenstein | Investigações Filosóficas (Philosophische Untersuchungen)                                                                                       | Filosofia | Alemão                                    | Reino Unido (autor nasceu na Áustria)                                                                                               | 1953                               |
| 96  | Noam Chomsky | Estruturas Sintáticas (Syntactic Structures) | Linguística | Inglês                                    | Estados Unidos da América | 1957                               |
| 97  | Thomas Kuhn | A Estrutura das Revoluções Científicas (The Structure of Scientific Revolutions)                                                                | História da ciência Filosofia da ciência Sociologia da ciência                                                      | Inglês                                    | Estados Unidos da América | 1962, modificado em 1970           |
| 98  | Betty Friedan | A Mística Feminina (The Feminine Mystique) | Feminismo | Inglês                                    | Estados Unidos da América | 1963                               |
| 99  | Mao Tse-tung | O Livro Vermelho (毛主席语录) | Política | Chinês mandarim                           | China | 1966                               |
| 100 | Burrhus Skinner | Para além da Liberdade e Dignidade (Beyond Freedom and Dignity)                                                                                 | Filosofia Psicologia                                                                                                | Inglês                                    | Estados Unidos da América | 1971                               |